# Rastsjön
Rastsjön är en sjö i Uppsala kommun och Östhammars kommun i Uppland och ingår i Norrströms huvudavrinningsområde. Sjön är 2,6 meter djup, har en yta på 0,573 kvadratkilometer och befinner sig 38 meter över havet. Sjön avvattnas av vattendraget Dalån. Vid provfiske har bland annat abborre, braxen, gers och gädda fångats i sjön.

## Delavrinningsområde
Rastsjön ingår i det delavrinningsområde (666675-161557) som SMHI kallar för Inloppet i Slagsmyren. Medelhöjden är 51 meter över havet och ytan är 37,29 kvadratkilometer. Det finns inga avrinningsområden uppströms utan avrinningsområdet är högsta punkten. Dalån som avvattnar avrinningsområdet har biflödesordning 4, vilket innebär att vattnet flödar genom totalt 4 vattendrag innan det når havet efter 146 kilometer. Avrinningsområdet består mestadels av skog (84 procent). Avrinningsområdet har 0,57 kvadratkilometer vattenytor vilket ger det en sjöprocent på 1,5 procent.

## Fisk
Vid provfiske har följande fisk fångats i sjön:
- Abborre
- Braxen
- Gärs
- Gädda
- Mört
- Sarv